# Parochlus peruvianus
Parochlus peruvianus är en tvåvingeart som beskrevs av Lars Zakarias Brundin 1966. Parochlus peruvianus ingår i släktet Parochlus och familjen fjädermyggor.
Artens utbredningsområde är Peru. Inga underarter finns listade i Catalogue of Life.